# NGC 2907
NGC 2907 é uma galáxia espiral (Sa) localizada na direcção da constelação de Hydra. Possui uma declinação de -16° 44' 01" e uma ascensão recta de 9 horas, 31 minutos e 36,6 segundos.
A galáxia NGC 2907 foi descoberta em 31 de Dezembro de 1785 por William Herschel.